# 高橋義信 (実業家)
高橋 義信（たかはし よしのぶ）は、日本の実業家、フリーライター。東京都出身。通称「高橋ピョン太」の名で知られている。名字の正しい表記は、髙𣘺で髙も𣘺も異体字である。

## 経歴
『スパイ大作戦』、『幻魔大戦』、『南極物語』（いずれもポニーキャニオン）をゲーム化し、ヒット作となる。
その後パソコンゲーム総合雑誌『ログイン』の編集長を経て、株式会社アスキーにて新規事業としてネットワークコンテンツ事業を開始（1997年）。以来、PC、コンシューマー向けのネットワークコンテンツの開発、運営に携わり、1998年に株式会社セガ（現：株式会社セガゲームス）に出向。2002年出向の任が解かれアスキーを退社。その後、株式会社コンポジット（株式会社ドワンゴ子会社）の取締役に就任しモバイル中心のコンテンツ事業に転向。
コンポジットでは総合着信メロディサイト『いろメロミックス』の企画制作、運営に携わり、ケータイコンテンツのメディア化を目指し邁進。2005年4月親会社である株式会社ドワンゴとの合併準備のため、ドワンゴに転籍し執行役員に就任。
2006年、株式会社オレンジリーフ設立。2025年に開学したZEN大学においては知能情報社会学部の客員講師を兼任した。

## 人物
- 「永遠の18歳」らしく、常に「18歳」の干支と生年月日を完全暗記。
- 美容院が嫌いだという理由で髪を伸ばし、現在では腰まであるサラサラなヘアーが自慢。
- トレードマークはアディダスのジャージ。ドレスコードが正装の時もジャージを着てくるので有名。ただしおろしたての新品を着てくるらしい。
- 愛車は NEW MINI。
- パンダをこよなく愛する。中国に里子がいるらしい。